# Pignataro Interamna
Pignataro Interamna ist eine italienische Gemeinde in der Provinz Frosinone in der Region Latium mit 2403 Einwohnern (Stand 31. Dezember 2023). Sie liegt 129 km südöstlich von Rom und 51 km südöstlich von Frosinone. Auf dem Gebiet von Pignataro lag in der Antike die Stadt Interamna Lirenas.

## Geographie
Pignataro Interamna liegt im Lirital südlich von Cassino.
Die Nachbarorte sind Aquino, Cassino, Esperia, Piedimonte San Germano, Pontecorvo, San Giorgio a Liri, Sant’Apollinare und Villa Santa Lucia.

### Verkehr
Pignataro Interamna liegt 4 km von der Autobahn A1 Autostrada del Sole, Ausfahrt Cassino, entfernt.

## Bevölkerungsentwicklung
| Jahr      | 1861 | 1881 | 1901 | 1921 | 1936 | 1951 | 1971 | 1991 | 2001 |
| --------- | ---- | ---- | ---- | ---- | ---- | ---- | ---- | ---- | ---- |
| Einwohner | 1959 | 1673 | 2248 | 2477 | 2662 | 2594 | 1891 | 2473 | 2447 |

Quelle: ISTAT

## Politik
Benedetto Murro (Lista Civica: Per Pignataro) wurde am 10. Juni 2018 zum neuen Bürgermeister gewählt.